# Acolasis damonia
Acolasis damonia är en fjärilsart som beskrevs av Stoll 1780. Acolasis damonia ingår i släktet Acolasis och familjen nattflyn. Inga underarter finns listade i Catalogue of Life.